# Idu Barbu
Idu Barbu este un claviaturist și textier român. A participat în formații românești de muzică rock din anii șaizeci și șaptezeci, precum Sfinx, Sideral, Mondial ș.a.; este unul dintre pionierii genului în România.

## Activitate

### Debutul. Cu Sideral
Debutul lui Idu Barbu se produce la Sfinx, în 1963 sau 1964. Unele surse îl amintesc ca membru fondator, în vreme ce alte păreri sugerează un decalaj între stabilirea trio-ului fondator („Bibi” Ionescu–Zemlicka–Valica) și includerea lui Barbu în formație. În 1964, Idu Barbu se alătură chitariștilor Mugur Winkler și Radu Marinescu, basistului Adrian Paris și bateristului Edmund Norhadian, la constituirea formației Sideral; repetițiile vor începe în iarna aceluiași an, la casa de cultură „Petöfi Sandor”. În aceeași perioadă intră în formație claviaturistul Mircea Drăgan, care va cânta în tandem cu Barbu vreme de câteva luni de zile. În aprilie 1965, Idu Barbu părăsește formația; în locul său lui rămâne Mircea Drăgan (care va cânta până în vara lui 1968 alături de Sideral și apoi va intra în formația Mondial). În această primă perioadă se folosește pianul acustic.

### Sfinx și Mondial
Idu Barbu revine în Sfinx pentru câțiva ani și participă la primele înregistrări ale formației (Îmi place muzica, Toamna, ambele datate 1966), alături de Zemlicka (chitară), „Bibi” Ionescu (chitară bas), Petre Iordache (corn francez) și Sergiu Zagardan (baterie). Pe înregistrările rămase din această perioadă, Barbu cântă la orgă electronică. Va pleca în 1968, fiind înlocuit de claviaturistul Toni Niculescu.
Din 1976, Barbu este claviaturistul Mondial, poziție anterior ocupată de Nicolae Enache (invitat la Sfinx pentru realizarea discului Zalmoxe). Formația se află în ultima sa perioada; în afară de Barbu și de membrul permanent Filip Merca (chitară bas), componența este foarte instabilă. Nu se impun piese noi, ci se reiau succesele vechi, interpretate „mai modern, mai incisiv, cu synth” (Doru Tufiș). Mondial se desființează în 1979.
Barbu revine la Sfinx, formație aflată la rândul ei în decadență, în 1980. Aici aduce texte pentru două noi piese, întrunite pe discul single Focuri vii, '49-'50, a căror muzică este compusă de Dan Andrei Aldea (Focuri vii), respectiv Mișu Cernea ('49-'50). Discul amintit este ultima apariție în formula cu Dan Andrei Aldea. Acesta pleacă din țară în 1981, fapt care hotărăște dizolvarea temporară a grupului. În acest moment, Idu Barbu părăsește formația Sfinx definitiv, urmând să activeze în Cenaclul Flacăra. După această perioadă, cântă cu formația Columna. În timpul unui turneu în Germania din 1985, decide să rămână definitiv, stabilindu-se la Hanovra. În paralel cu activitatea de pianist, se angajează ca profesor la o școală de muzică.